# Ольгино (Чистоозёрный район)
О́льгино — село в Чистоозёрном районе Новосибирской области. Административный центр Ольгинского сельсовета.

## География
Площадь села — 120 гектаров.

## Население
| 2002 | 2007 | 2010 | 2012 | 2013 | 2014 | 2015 |
| ---- | ---- | ---- | ---- | ---- | ---- | ---- |
| 411  | ↘350 | ↘293 | ↗298 | ↘292 | ↘281 | →281 |
| 2016 | 2017 | 2018 | 2019 | 2020 | 2021 |      |
| ↗287 | ↘273 | ↘264 | ↘258 | ↘257 | ↘254 |      |

## Инфраструктура
В селе по данным на 2007 год функционируют учреждение здравоохранения и 2 учреждения образования.